# Colonial Heights (Virginia)
Colonial Heights ist eine unabhängige Stadt in Virginia, USA. Das U.S. Census Bureau hat bei der Volkszählung 2020 eine Einwohnerzahl von 18.170 ermittelt. Obwohl die Stadt unabhängig ist, zählt man sie und die ebenfalls unabhängige Stadt Petersburg oft zum Dinwiddie County.

## Geographie

### Fläche
Die Stadt hat eine Fläche von 20,2 km², davon sind 19,4 km² Land und 0,8 km² (3,9 %) sind Wasser.

### Lage
Die Stadt liegt am Fluss Appomattox River gegenüber der Stadt Petersburg in der Nähe eines Wasserfalls. Sie liegt südlich von Chesterfield County.

## Wirtschaft
Die größten Arbeitgeber waren 2021:
| Arbeitgeber                        | Arbeitnehmer (Bereich) |
| ---------------------------------- | ---------------------- |
| Colonial Heights School            | 100–249                |
| Walmart                            | 100–249                |
| City of Colonial Heights           | 100–249                |
| Care Advantage                     | 100–249                |
| Colonial Heights Rehab and Nursing | 100–249                |
| Publix                             | 100–249                |
| The Home Depot                     | 100–249                |
| Chick-fil-A                        | 50–99                  |
| Target Corporation                 | 50–99                  |
| Darden Restaurants                 | 50–99                  |